# Tanutamani
Bakara Tanutamani (664-656 a. C.) fue rey de la dinastía XXV de Egipto, denominada dinastía Kushita o Nubia.
Su nombre en idioma copto (nubio) es Tanutamani. En los Anales asirios aparece como Tandamane. Su nombre de Trono fue Bakara. Manetón no lo cita. (Amaní es la pronunciación kushita del nombre del dios tebano Amón)
Era hijo de rey Shabako y sobrino de su predecesor Taharqo. 
Los invasores asirios habían designado a Necao I como rey, abandonando posteriormente Egipto. Entonces, desde Nubia, Tanutamani marchó por valle del río Nilo y conquistó todo Egipto, incluso Menfis. Necao I, el representante de los asirios, fue asesinado en la campaña de Tanutamani. Como reacción, los asirios regresaron a Egipto, derrotaron al ejército de Tanutamani en el Delta y avanzaron por el sur hasta Tebas, saqueándola. 
La ocupación asiria, en 661 a. C., terminó con el control de los reyes nubios sobre Egipto, aunque la autoridad de Tanutamani se reconoció todavía en el Alto Egipto hasta su octavo año. En 656 a. C. el ejército de Psamético I tomó pacíficamente el control de Tebas y unificó todo Egipto bajo su mando finalmente. Después, Tanutamani gobernó únicamente en Nubia; murió en 653 a. C. y fue enterrado en el cementerio familiar en El-Kurru. 
Los reyes kushitas abandonaron Egipto y reinaron en el actual Sudán durante un milenio, primero desde la ciudad de Napata, y posteriormente desde Meroe.

## Testimonios de su época
La única estatua conocida del rey, que carece de cabeza, se encontró en Gebel Barkal, y se exhibe actualmente en el Museo de Arte de Toledo, en Ohio, EE. UU.
- Estatuas colosales en Napata (Török)
- Terminación de la capilla de Osiris-Ptah de Neb-anj (Török)
- Ushebti del entierro del rey, UC13221 (Museo Petrie)

## Titulatura
| Titulatura | Jeroglífico | Transliteración (transcripción) - traducción - (referencias) |

| G5 |

| G5 |

| V29 | U7 · t |

| V29 | U7 · t |

| V29 | U7 · t |

| V29 | U7 · t |

| G5 |

| G5 |

| V29 | U7 · t |

| V29 | U7 · t |

| V29 | U7 · t |

| V29 | U7 · t |

| G16 |

| G16 |

|  |

| G16 |

| G16 |

|  |

| G8 |

| G8 |

|  |

| G8 |

| G8 |

|  |

| N5 | E10 | D28 |

| N5 | E10 | D28 |

| N5 | E10 | D28 |

| N5 | E10 | D28 |

| N5 | E10 | D28 |

| N5 | E10 | D28 |

| N5 | E10 | D28 |

| N5 | E10 | D28 |

| N5 | E10 | D28 |

| N5 | E10 | D28 |

| N5 | E10 | D28 |

| N5 | E10 | D28 |

| N5 | E10 | D28 |

| N5 | E10 | D28 |

| N5 | E10 | D28 |

| N5 | E10 | D28 |

| i | mn · n | N17 · n | V4 | U33 |

| i | mn · n | N17 · n | V4 | U33 |

| i | mn · n | N17 · n | V4 | U33 |

| i | mn · n | N17 · n | V4 | U33 |

| i | mn · n | N17 · n | V4 | U33 |

| i | mn · n | N17 · n | V4 | U33 |

| i | mn · n | N17 · n | V4 | U33 |

| i | mn · n | N17 · n | V4 | U33 |

| i | mn · n | N17 · n | V4 | U33 |

| i | mn · n | N17 · n | V4 | U33 |

| i | mn · n | N17 · n | V4 | U33 |

| i | mn · n | N17 · n | V4 | U33 |

| i | mn · n | N17 · n | V4 | U33 |

| i | mn · n | N17 · n | V4 | U33 |

| i | mn · n | N17 · n | V4 | U33 |

| i | mn · n | N17 · n | V4 | U33 |